# 豊川斎赫
豊川 斎赫（とよかわ さいかく、1973年- ）は、日本の建築家、建築史家、千葉大学准教授。

## 人物・来歴
仙台市生まれ。1992年宮城県仙台第一高等学校卒、1997年東京大学工学部建築学科卒、2000年同大学院工学系建築学専攻修了。株式会社日本設計に勤務。2007年「丹下健三研究室の理論と実践に関する建築学的研究」で東京大学工学博士。2007年国立小山工業高等専門学校准教授。2017年千葉大学工学部都市環境システム学科准教授。専攻・建築史、都市デザイン。

## 著書
- 『群像としての丹下研究室 戦後日本建築・都市史のメインストリーム』オーム社 2012
- 『丹下健三 戦後日本の構想者』岩波新書 2016
- 『丹下健三と都市』SD選書 鹿島出版会 2017.8
- 『丹下健三ディテールの思考』彰国社 2017.12
- 『国立代々木競技場と丹下健三 成長の時代の象徴から、成熟の時代の象徴へ』TOTO建築叢書 TOTO出版 2021.3

### 編著
- 『丹下健三とKENZO TANGE』編 オーム社 2013
- 『TANGE BY TANGE 1949-1959 丹下健三が見た丹下健三』岸和郎・原研哉監修 編著 TOTO出版 2015
- 『丹下健三建築論集』編 岩波文庫 2021.7
- 『丹下健三都市論集』編 岩波文庫 2021.10

## 論文
- ＜豊川斎赫